# Waldemar Malak
Waldemar Malak (ur. 17 lipca 1970 w Gdańsku, zm. 13 listopada 1992 w Charwatyni pod Wejherowem) – polski sztangista, olimpijczyk.

## Życiorys
Podczas Igrzysk Olimpijskich w Barcelonie 1992 zdobył brązowy medal w wadze ciężkiej (do 100 kg) z wynikiem 400 kg (rwanie 185 kg, podrzut 215 kg). Wcześniej w tym samym roku był mistrzem Polski (397,5 kg) i srebrnym medalistą Mistrzostw Europy w Szekszárdzie (395 kg). W 1991 r. czwarty podczas Mistrzostw Świata w Donaueschingen. Wicemistrz świata i Europy juniorów z 1990. Zawodnik Lechii Gdańsk.
Zginął w wypadku samochodowym. Pochowany na Cmentarzu Łostowickim w Gdańsku.
W Gdańsku rozgrywany jest co roku turniej ciężarowy – Memoriał Waldemara Malaka.